# 訃報 1970年6月
訃報 1970年6月（ふほう 1970ねん6がつ）では、1970年（昭和45年）6月中に物故した、又は物故が報じられた人物についてまとめる。

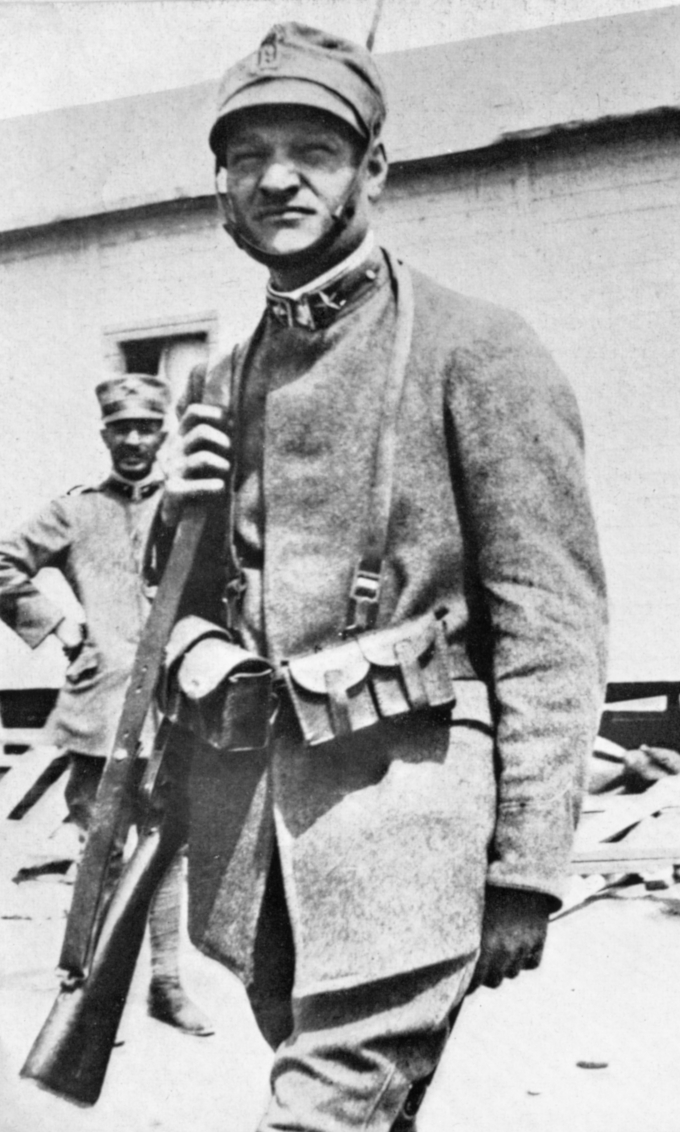
ジュゼッペ・ウンガレッティ / 6月1日没

スカルノ / 6月21日没

## （1日 - 15日）
- 6月1日 - ジュゼッペ・ウンガレッティ、イタリアの詩人（* 1888年）
- 6月1日 - 三上アイ、教育者（* 1880年）
- 6月2日 - アルベール・ラモリス、映画監督・映画プロデューサー（* 1922年）
- 6月3日 - 前田善治、農業経営者・実業家・政治家（* 1893年）
- 6月3日 - ヒャルマル・シャハト、経済学者・政治家・銀行家（* 1877年）
- 6月4日 - 守島伍郎、外交官・政治家（* 1891年）
- 6月6日 - 小島与一、博多人形師（* 1886年）
- 6月6日 - 黒崎幸吉、聖書学者・キリスト教伝道者（* 1886年）
- 6月6日 - ケラー・E・ロッキー、アメリカ海兵隊の軍人（* 1888年）
- 6月7日 - E・M・フォースター、小説家（* 1879年）
- 6月8日 - アブラハム・マズロー、心理学者（* 1908年）
- 6月8日 - 宮松金次郎、編集者・写真家（* 1912年）
- 6月8日 - 山田抄太郎、長唄三味線方（* 1899年）
- 6月11日 - 岩片秀雄、電気工学者・通信技術者（* 1903年）
- 6月11日 - アレクサンドル・ケレンスキー、政治家（* 1881年）
- 6月11日 - フランク・シルヴェラ、俳優（* 1914年）
- 6月13日 - 東條たかし、実業家（* 1888年）
- 6月14日 - 牧幹夫、バレエダンサー・インド文化研究家（* 1909年）
- 6月14日 - ローマン・インガルデン、哲学者（* 1893年）
- 6月14日 - アイリーン・ゲスト、競泳選手（* 1900年）

## （16日 - 30日）
- 6月16日 - シドニー・チャップマン、地球物理学者・天文学者（* 1888年）
- 6月16日 - ヘイノ・エッレル、作曲家・教育家（* 1887年）
- 6月16日 - エルザ・トリオレ、作家・小説家（* 1896年）
- 6月18日 - 山田道美、将棋棋士（* 1933年）
- 6月21日 - スカルノ、インドネシア独立運動の指導者・初代大統領（* 1901年）
- 6月21日 - ピアス・カレッジ、レーシングドライバー（* 1942年）
- 6月22日 - 宗像誠也、教育学者・東京大学名誉教授（* 1908年）
- 6月23日 - ロスコー・ターナー、パイロット（* 1895年）
- 6月24日 - 本村善太郎、弁護士・最高裁判所判事（* 1887年）
- 6月24日 - 黒田重太郎、洋画家（* 1887年）
- 6月24日 - マーン・シング2世、ジャイプル藩王国の君主（* 1912年）
- 6月27日 - ダニエル・キンゼイ、陸上競技選手（* 1902年）
- 6月27日 - カールトン・H・ライト、アメリカ海軍の軍人（* 1892年）
- 6月28日 - 相見香雨、美術研究家・新聞記者（* 1874年）
- 6月28日 - 室伏高信、評論家・著述家（* 1892年）
- 6月29日 - 室原知幸、住民運動家（* 1899年）